# Silver Airways
Pour les articles homonymes, voir Gulfstream.
Silver Airways (code AITA : 3M ; code OACI : GFT) est une compagnie aérienne régionale américaine dont le siège social est à Hollywood (Floride), qui dessert la Floride et les Bahamas. Elle se présente comme étant la compagnie opérant le plus de vols entre la Floride et les Bahamas. 

## Histoire
En mai 2011, Victory Park Capital rachète les actifs de la compagnie Gulfstream International Airlines qui a fait faillite et renomme la compagnie Silver Airways le 15 décembre 2011.
Silver Airways partage ses codes avec Jet Blue et United Airlines. 
En août 2017, elle signe une lettre d'intention pour 20 ATR 42-600 (46 places), avec des options pour 30 autres appareils. Ces appareils sont convertibles en ATR 72-600. Les ATR remplaceront les Saab 340 à partir de mars 2018.

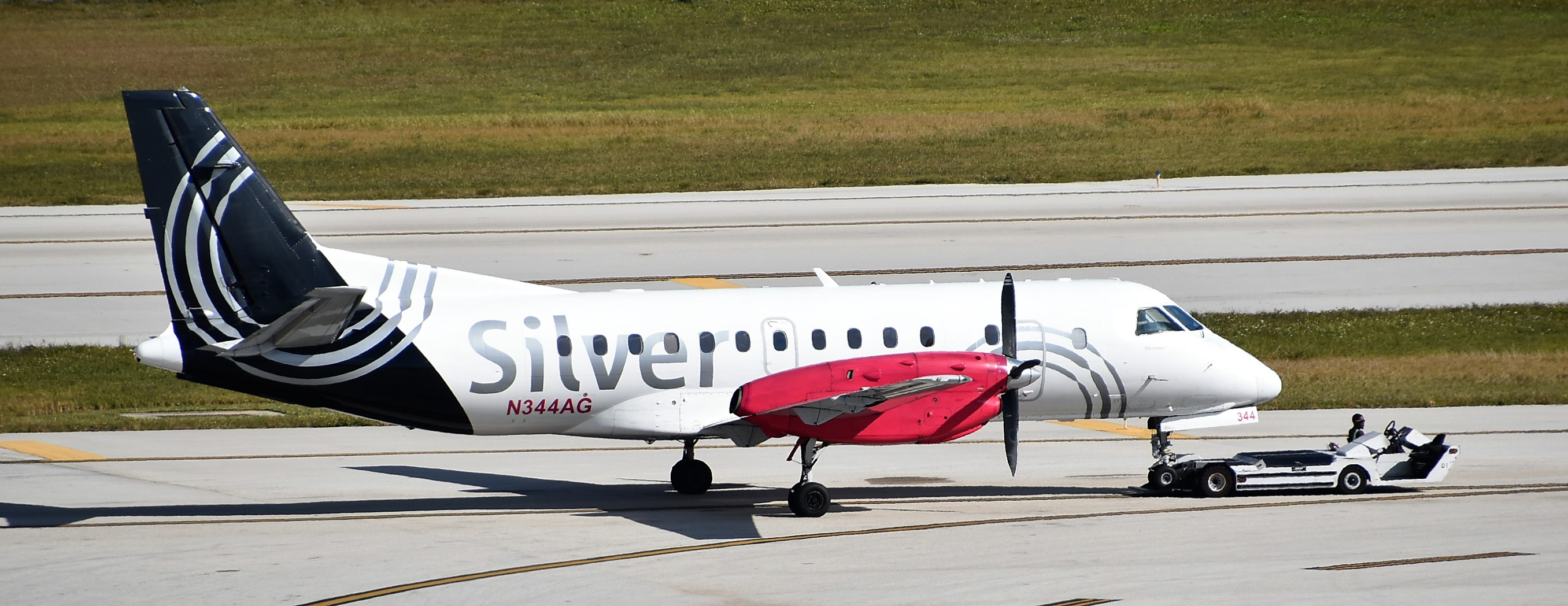
Un Saab 340 de Silver Airways

Le 30 décembre 2024, Silver Airways dépose une demande de mise en faillite sous le Chapitre 11 de la loi sur les faillites des États-Unis. La société prévoit de poursuivre ses activités tout au long de la procédure et de sortir de la faillite d'ici le premier trimestre 2025. Néanmoins, la procédure n’aboutit pas et la compagnie ne trouve pas de repreneur, elle cesse ses activités de façon brutale le 11 juin 2025, clouant ses avions au sol.

## Flotte
En octobre 2021, Silver Airways possède  les avions suivants :

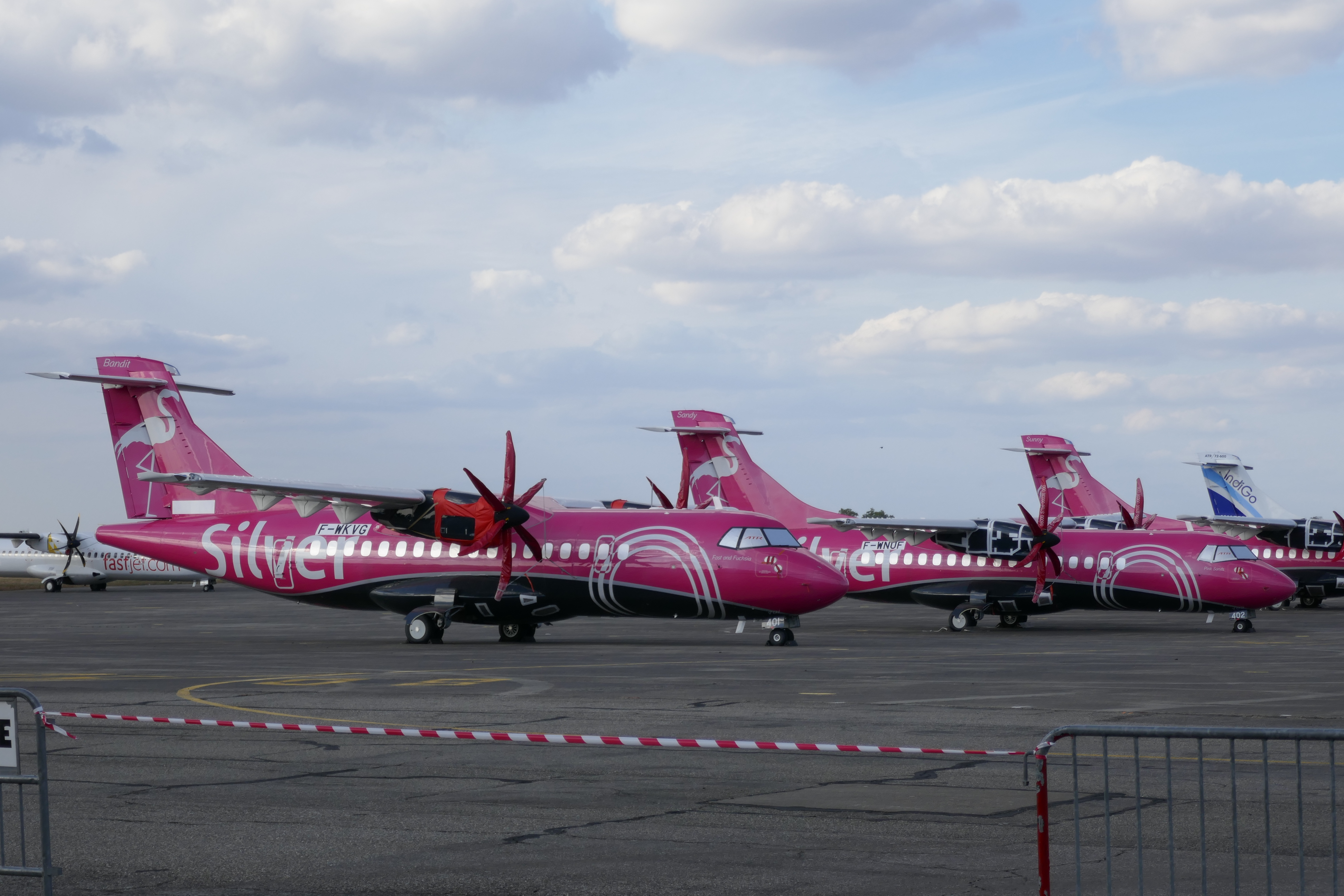
Enfilade de trois ATR 72-600 aux couleurs de la compagnie.

| Appareils   | En service | Commandes | Passagers | Notes                 |  |
| ----------- | ---------- | --------- | --------- | --------------------- |  |
| ATR 42-600  | 8          | 7         | 46        |                       |  |
| ATR 72-600  | 4          | —         | 70        |                       |  |
| ATR 72-500F | 5          | —         |           | Opéré pour Amazon Air |  |
| Total       | 31         | 10        |           |                       |  |